# Apamea unicolorbrunnea
Apamea unicolorbrunnea là một loài bướm đêm trong họ Noctuidae.